# Народный артист Украины
Народный артист Украины (укр. Народний артист України) — почётное звание, присваиваемое выдающимся деятелям искусства Украины, особо отличившимся в деле развития театра, музыки и кино.

## Основания для присвоения
Согласно Положению о почётных званиях Украины от 29 июня 2001 года, это звание присваивается:
режиссёрам, артистам театров, кино, эстрады, цирка, профессиональных ансамблей и хоровых коллективов, дирижёрам оркестров, композиторам, музыкантам, дикторам телевидения и радиовещания за выдающееся исполнительское мастерство, создание высокохудожественных образов, спектаклей, кино, развития отечественного культурно-художественного наследия.

## Порядок присвоения
Согласно Закону о государственных наградах Украины, почётное звание «Народный артист Украины» может присваиваться, как правило, не ранее чем через десять лет после присвоения почётного звания «Заслуженный артист Украины». Тем не менее, закон был подписан только 2000 году, и поэтому до 2000 года большинство получивших звание артистов до этого никогда не обладали званием заслуженного артиста. После 2000 года также встречались исключения. Так, как обе украинские победительницы конкурса Евровидения – Руслана Лыжичко (2004) и Джамала (2016) были удостоены этого почётного звания, не будучи удостоены звания заслуженного артиста.
Почётные звания в соответствии с Положением присваиваются только при жизни. 21 февраля 2020 года Верховная Рада Украины поддержала депутатский запрос к Президенту Украины об увековечении памяти певца Андрея Кузьменко, погибшего 2 февраля 2015 года, путём присвоения почётного звания «Народный артист Украины», а также других выдающихся деятелей Украины, которые при жизни не были удостоены такой государственной награды из-за внесения изменений в Указ Президента Украины «О почётных званиях Украины», что позволит присваивать почётные звания посмертно.
Лица, представляющие к присвоению почётного звания «Народный артист Украины», должны иметь высшее образование на уровне специалиста или магистра.
Согласно Приказу министерства образования и науки, молодёжи и спорта от 29 ноября 2011 года, звание народного артиста приравнивается к учёному званию профессора, учитываемому при расчёте доли научно-педагогических работников с научными степенями и учёными званиями, которые обеспечивают преподавание лекционных часов дисциплин учебного плана подготовки и специальностям отраслей знаний 0202 «Искусство».

## Народный артист УССР
Историческим предшественником звания народного артиста Украины было звание Народного артиста УССР. Это звание было введено в Кодексе законов о народном образовании УССР, утверждённом ВУЦИК 22 ноября 1922 года (до 1937 — народный артист УССР) одновременно со званиями заслуженный артист УССР, заслуженный художник УССР, и народный художник УССР. Аналогичные звания были установлены и в других республиках Советского Союза. Возобновлено присуждение званий 26 сентября 1944 года.